# حاجی آباد نوغاب
حاجی آباد نوغاب یا نوغاب حاجی آباد روستایی در دهستان مهیار بخش مرکزی شهرستان قائنات استان خراسان جنوبی ایران است. بر پایه سرشماری عمومی نفوس و مسکن در سال ۱۳۹۰ جمعیت این روستا ۷۶۶ نفر (در ۲۲۰ خانوار) بوده‌است.
روستای «نوغاب حاجی آباد» از روستاهای بخش مرکزی شهرستان قاین استان خراسان جنوبی است. این روستا در فاصله ۲۲ کیلومتری شهرستان قائن، ۱۲۷ کیلومتری شهرستان بیرجند (مرکز استان خراسان جنوبی، ۷۵ کیلومتری شهر گناباد، فاصله ۳۵ کیلومتری شهر خضری دشت بیاض و ۳۶۳ کیلومتری شهر مقدس مشهد قرار دارد. نیمبلوک نزدیکترین شهر به این روستا می‌باشد که در فاصله ۱۲ کیلومتری آن واقع شده‌است. این روستا از طرف شمال غرب با روستای محمدآباد و از جنوب شرق با روستای شیر مرغ همسایه است. روستای نوغاب حاجی آباد حدود ۸۰۰ نفر جمعیت دارد. شغل اصلی مردم این روستا کشاورزی و دامپروری است که البته در سال‌های اخیر به دلیل خشکسالی، دامداری از رونق کمتری برخوردار است. زرشک و زعفران از جمله مهم‌ترین محصولات این روستا محسوب می‌شود. به نحوی که حدود ۴ هکتار از زمین‌های این روستا زیر کشت زعفران است و منابع آبی آن نیز از ۶ حلقه چاه نوغاب، حاجی آباد، دولت‌آباد، سیدآباد و ۲ چاه نیز از دشت شمال شرق روستا تأمین می‌گردد. از جمله مهم‌ترین ارتفاعات بخش مرکزی شهرستان قائن می‌توان به «کوه سیدآباد» اشاره کرد که این کوه در ۱۸ کیلومتری شمال غرب قاین با ارتفاع ۱۹۱۴ متر سرچشمه کال کندولی و در جنوب روستای نوغاب حاجی آباد قرار دارد.
این روستا از نظر ورزشی پتانسیل خوبی در سطح شهرستان دارد. و از سال تقریباً ۱۳۸۵ شروع به انجام ورزش کبدی به صورت حرفه‌ای کردند و در چند سال اخیر به عنوان نماینده استان خراسان جنوبی در مسابقات کشوری حضور میابد.